# ネッズ・アトミック・ダストビン

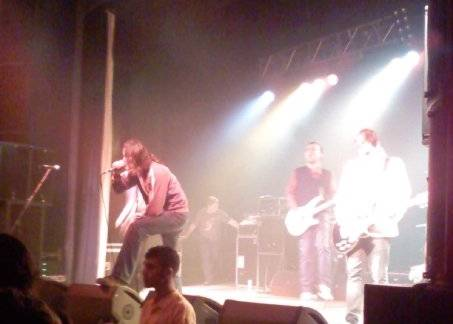
2007年、ウルヴァーハンプトンのライブハウスにて

ネッズ・アトミック・ダストビン（Ned's Atomic Dustbin）は、イギリスのロック・バンドである。

## 概要
1987年後半にバーミンガム近郊のストールブリッジにてで結成。バンド名はラジオコメディ番組『ザ・グーン・ショー』のある回からとられた 。
1991年、アルバム『ゴッド・フォダー』でデビュー。1995年解散。
2000年に再結成。

## エピソード
- 本国イギリスに負けず劣らず日本における人気が高かった。EPIC SONYの担当ディレクターであったコンディ近藤の力が大きかったとされる。
- 独特のバンドロゴがデザインされたネッズTシャツは非常に人気があった。

## メンバー

### クラシック・ラインナップ 1989年-1995年、2008年-
- ジョン・ペニー (Jonn Penney) - ボーカル
- ラット (Gareth "Rat" Pring) - ギター、キーボード
- アレックス・グリフィン (Alex Griffin) - ベース、ギター、キーボード、バック・ボーカル
- マット・チェスリン (Matt "Mat" Cheslin) - ベース
- ダン・ウォートン (Dan Worton) - ドラム

### 再結成期のメンバー 2000年-2008年
- マーティン・ワーロウ (Martin Warlow) - ギター
- アンディ・キング (Andy King) - ベース

その他のメンバー
- トレイシー (Tracey) - ボーカル
- ウィズ (Wiz) - ギター
- フロイド (Floyd) - ギター

## ディスコグラフィ

### スタジオ・アルバム
- 『ゴッド・フォダー』 - God Fodder (1991年)
- 『アー・ユー・ノーマル?』 - Are You Normal? (1992年)
- 『ブレインブラッドヴォリューム』 - Brainbloodvolume (1995年)

### ライブ・アルバム
- One More: No More (2001年) ※2000年6月29日録音
- Session (2004年) ※スタジオ・ライブ
- Reunited: 21 Years 21 Songs (2009年) ※2009年5月23日録音
- KYTV 25: Live at Koko (2015年) ※2015年7月17日録音

### コンピレーション・アルバム
- Bite (1990年)
- 『ビサイズ』 - And Besides... (1992年)
- 『0.522』 - 0.522 (1994年)
- Intact - The Singles Collection (1998年)
- Terminally Groovy: The Best of Ned's Atomic Dustbin (2003年)
- Some Furtive Years: A Ned's Anthology (2007年)